# Hù phương đông
Hù phương đông (danh pháp hai phần: Strix seloputo) là một loài chim trong họ Strigidae.
Phạm vi của hù phương đông đứt đoạn; loài này hiện diện nhiều vùng xung quanh Borneo, nhưng không phải trên chính hòn đảo đó.

## Mô tả
Loài này có chiều dài khoảng 44 đến 48 cm với chiều dài cánh từ 30 đến 36 cm. Đầu có màu nâu sô cô la với đĩa mặt màu trắng đục và, trong phân loài chỉ định, dải họng màu vàng, nhưng không có búi tai. Phần trên có màu cà phê, với các vạch trắng và các đốm viền đen.

## Phân bố và môi trường sống
Có ba phân loài: Strix seloputo seloputo hiện diện ở Nam Myanmar và miền Trung Thái Lan đến Singapore cũng như Jambi (Sumatra) và Java; Strix seloputo baweana là loài đặc hữu ở đảo Bawean ngoài khơi Bắc Java; Strix seloputo wiepkini hiện diện ở quần đảo Calamian và Palawan (Philippines). Các môi trường sống điển hình bao gồm rừng đất thấp, đầm lầy ngập mặn, rừng bị chặt phá, đồn điền và công viên ở các thị trấn và làng mạc.

## Chế độ ăn
Chế độ ăn của loài hù này chủ yếu gồm chuột nhắt và chuột cống, bổ sung côn trùng và chim nhỏ.